# Apallates hermsi
Apallates hermsi är en tvåvingeart som först beskrevs av Curtis W. Sabrosky 1941.  Apallates hermsi ingår i släktet Apallates och familjen fritflugor. Inga underarter finns listade i Catalogue of Life.